# Thương vong trong Chiến tranh Napoléon

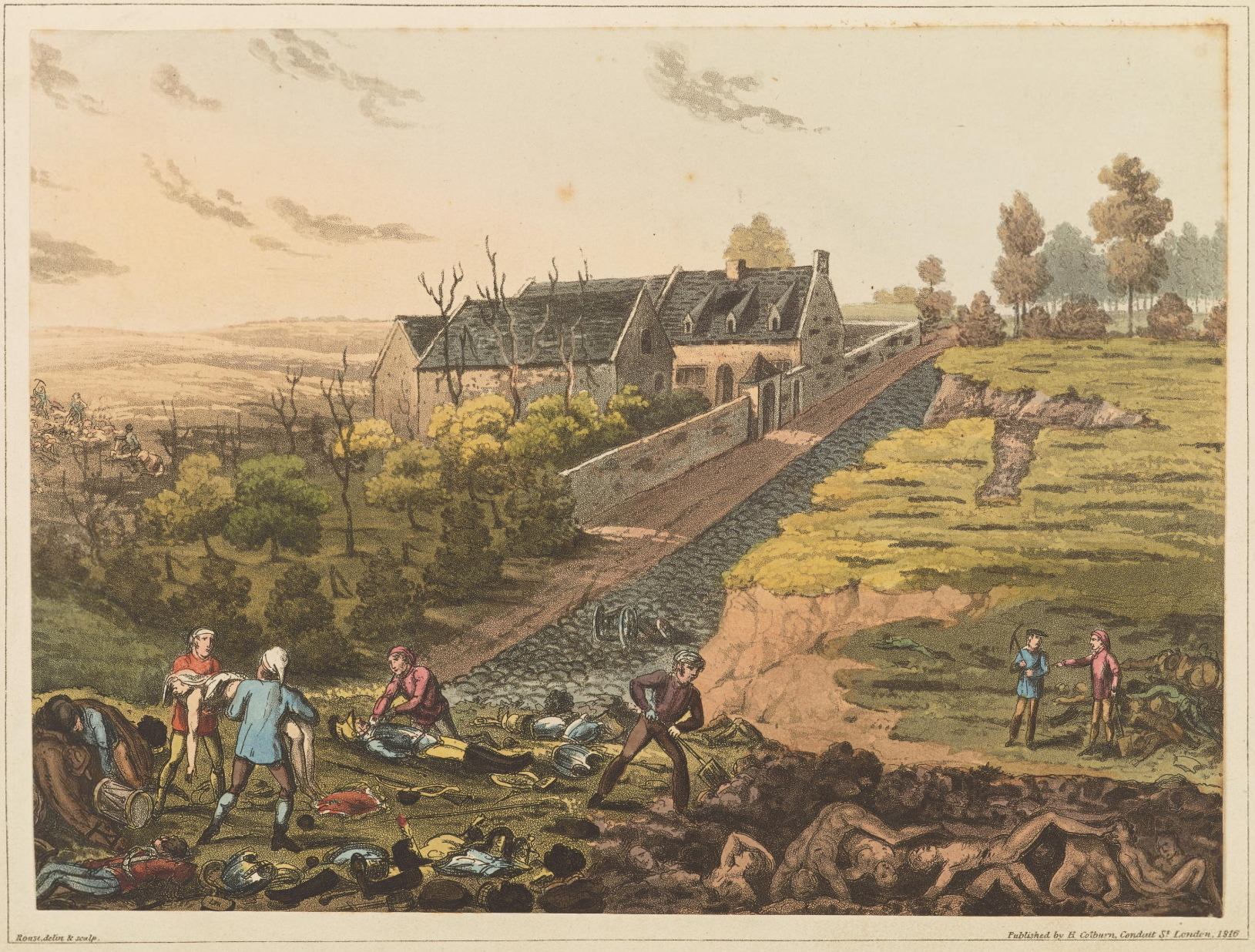
Ngôi mộ tập thể của những người lính thiệt mạng trong trận Waterloo.

Thương vong trong các cuộc Chiến tranh Napoléon (1803–1815), trực tiếp và gián tiếp, được liệt kê dưới đây:
Những thương vong được liệt kê bao gồm cả trường hợp người chết khi chiến đấu cũng như do các nguyên nhân khác: bệnh tật như bị thương; chết đói; chết rét; chết đuối; giết nhầm; và tra tấn. Phương pháp điều trị y tế có bước tiến đáng kể vào thời điểm này. Nam tước Dominique Jean Larrey, đã sử dụng xe ngựa làm xe cứu thương để nhanh chóng đưa những thương binh ra khỏi chiến trường. Phương pháp này thành công đến mức sau đó ông được yêu cầu đảm bảo chăm sóc y tế cho 14 quân đoàn của Cộng hòa Pháp.

## Pháp
- 306.000 quân Pháp thiệt mạng trong chiến đấu.[2]
- 1.800.000 quân Pháp và đồng minh chết trong chiến đấu, bệnh tật, bị thương và mất tích[2]

Chiến tranh bán đảo :
- 180.000–240.000 người chết[3]
- 91.000 người thiệt mạng trong chiến đấu[3]

Cuộc xâm lược của Nga :
- 334.000 người chết [4]
- 100.000 người thiệt mạng (70.000 quân Pháp và 30.000 quân đồng minh) [4]

## Lực lượng liên minh

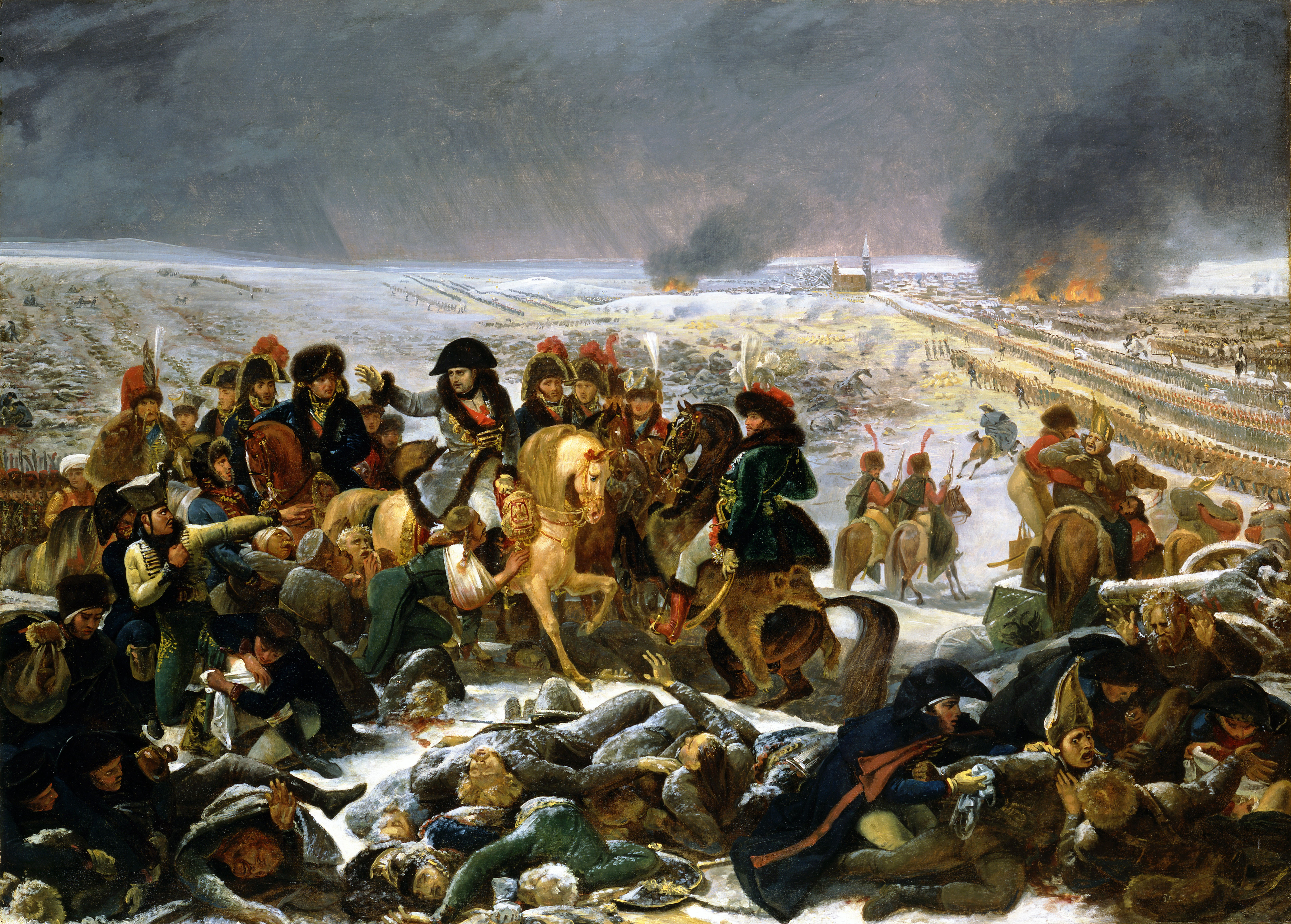
Napoléon trên chiến trường ở Eylau

Những con số dưới đây chỉ bao gồm số người chết trong các trận đánh lớn giai đoạn từ 1803 đến 1815. Dumas đề nghị nhân tổng số trước đó với ba để bao gồm cả số ca tử vong do bệnh tật.
- 120.000 người Ý chết hoặc mất tích[5]
- Nga: 289.000 người thiệt mạng trong các trận đánh lớn, tổng số quân nhân thiệt mạng là ~867.000[6]
- Phổ: 134.000 người thiệt mạng trong các trận đánh lớn, tổng số quân nhân thiệt mạng là ~402.000[6]
- Áo: 376.000 người thiệt mạng trong các trận đánh lớn, tổng số quân nhân thiệt mạng là ~1.128.000[6]
- Tây Ban Nha: hơn 300.000 quân nhân thiệt mạng, tổng cộng [5] – hơn 586.000 người thiệt mạng.[7]
- Bồ Đào Nha: lên tới 250.000 người chết hoặc mất tích.[8]
- Anh: 311.806 người chết hoặc mất tích.[9]
- Tử trận: 560.000–1.869.000 [10]
- Tổng cộng: 2.380.000–5.925.084[11]

Hải quân Hoàng gia Anh, 1804–1815:
- Tử trận: 6.663
- Đắm tàu, chết đuối, hỏa hoạn: 13.621
- Bị thương, bệnh tật: 72.102

Tổng cộng : 92.386 
Lục quân Anh, 1804–1815:
- Tử trận: 25.569
- Bị thương, tai nạn, bệnh tật: 193.851

Tổng cộng : 219.420 

## Tổng số người chết và mất tích
- 2.500.000 quân nhân ở Châu Âu

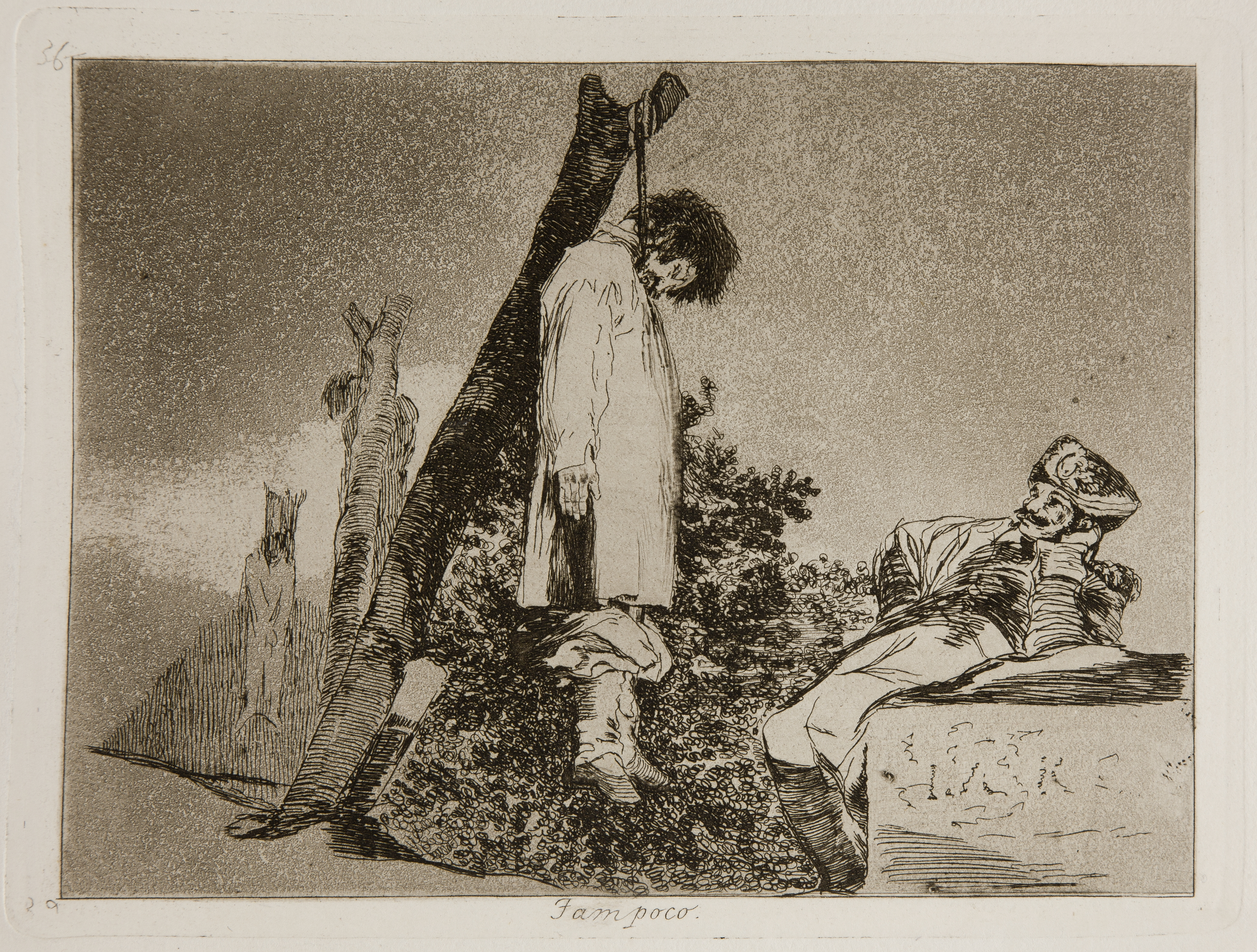
Thảm họa chiến tranh của Francisco Goya

- 1.000.000 thường dân thiệt mạng ở châu Âu và các thuộc địa của Pháp ở hải ngoại.[13]

Tổng cộng : 3.500.000 thương vong
David Gates ước tính có 5.000.000 người chết trong Chiến tranh Napoléon. Ông không nói rõ con số này bao gồm dân thường hay chỉ là quân nhân.

## Người giới thiệu
- Clodfelter, M. (2017). Warfare and Armed Conflicts: A Statistical Encyclopedia of Casualty and Other Figures, 1492-2015 (ấn bản thứ 4). Jefferson, North Carolina: McFarland. ISBN 978-0786474707.
- Blanning, Tim (2007), The Pursuit of Glory: The Five Revolutions that Made Modern Europe, New York: Penguin Group, tr. 672
- Canales, Esteban (2004), 1808–1814: demografía y guerra en España (PDF) (bằng tiếng Tây Ban Nha), Autonomous University of Barcelona, Bản gốc (PDF) lưu trữ ngày 15 tháng 4 năm 2010, truy cập ngày 3 tháng 5 năm 2017
- Esdaile, Charles (2008), Napoleon's Wars: An International History 1803–1815, New York: Penguin Group. Viking
- Gates, David, The Napoleonic Wars 1803–1815, New York: St. Martin's Press, tr. 272
- Gates, David (2011), The Napoleonic Wars 1803–1815, Random House.
[cần chú thích đầy đủ]
- Philo, Tom (2010), Military and Civilian War Related Deaths Through the Ages, Bản gốc lưu trữ ngày 20 tháng 4 năm 2010[nguồn không đáng tin?][cần nguồn tốt hơn]
- White, Matthew (2014), "Statistics of Wars, Oppressions and Atrocities of the Nineteenth Century (the 1800s)", the Historical Atlas of the 20th Century, necrometrics.com. (See Matthew White.) White notes: "The era of almost continuous warfare that followed the overthrow of the French monarchy is traditionally split into three parts: The Revolution itself (including all internal conflicts) The Revolutionary Wars during which France fought international wars as a Republic" (White 2014). White notes in section called "Main sequence" on another page "There's a string of authorities who seem to build their research on each other's earlier guesstimates: Sorokin, Small & Singer, Eckhardt, Levy, Rummel, the Correlates of War Project, etc. Most mainstream statistical analysis of war is based on these authorities; however, if you look at the individual authorities on the Main Sequence, you'll see that some have specific problems that carry over as they borrow from one another. See the wars in Algeria or South Africa for examples of how the Main Sequence agrees with itself and not with historians of the specific war" (White 2014). White cites:
  - Clodfelter, Micheal, Warfare and Armed Conflict: A Statistical Reference to Casualty and Other Figures, 1618–1991
  - Bodart, Gaston (1916), Losses of Life in Modern Wars
  - Danzer, Arme-Zeitun (bằng tiếng Đức)
  - Dumas, Samuel (1923), Losses of Life Caused By War cites four sources
  - Eckhardt, William (1987), "Three page table", trong Sivard, Ruth Leger (biên tập), World Military and Social Expenditures 1987–88 (ấn bản thứ 12)
  - Ellis, Geoffrey (2003) [1991], The Napoleonic Empire , cites Esdaile
  - Levy, Jack (1983), War in the Modern Great Power System
  - Payne, Stanley G., A History of Spain and Portugal, quyển 2
  - Sorokin, Pitirim (1962) [1937], In Three volumes (biên tập), Social and Cultural Dynamics
  - Urlanis, Boris (1971), Wars and Population